# Абдиров, Мурат Жеткергенович
Мурат Жеткергенович Абдиров (каз. Мұрат Жеткергенұлы Әбдіров; род. 14 декабря 1943, Аральск, Кзыл-Ординская область) — советский и казахский историк, доктор исторических наук (1998), профессор (2003), главный научный сотрудник отдела истории Казахстана нового времени Института истории и этнологии имени Ч. Ч. Валиханова, специалист по российскому завоеванию Казахстана.

## Биография
Родился 14 декабря 1943 году в городе Аральске Кызылординской области. Отец — агроном, мать — учитель. В 1960 году окончил Аральскую среднюю школу имени Н. К. Крупской. В 1960—1962 годах работал учеником слесаря-монтажника и матросом.
В 1962—1963 и 1967—1971 годах обучался на историческом факультете Казахского государственного университета (КазГУ, ныне Казахский национальный университет, КазНУ). Обучался на кафедре истории Казахской ССР под руководством Г. Ф. Дахшлейгера. В 1963—1967 годах делал перерыв в связи с прохождением срочной службы в Вооружённых силах СССР, которую нёс в Северном флоте в Североморске и Полярном.
В 1971—1973 и 1975—1977 годах работал в Уральском педагогическом институте (ныне Уральский государственный технический университет), занимал должности ассистента, преподавателя и старшего преподавателя на кафедре истории СССР. В 1973—1975 годах работал лектором отдела пропаганды и агитации Уральского обкома Компартии Казахстана.
В 1977—1980 годах проходил аспирантуру в КазГУ под руководством А. Р. Ахметова. В 1981 году защитил диссертацию «Опыт партийных организаций Казахстана по повышению социальной активности рабочих промышленности (1971—1975 гг.)» и получил учёную степень кандидата исторических наук.
В 1981—1987 годах работал старшим научным сотрудником Института истории партии при ЦК Компартии Казахстана. В 1987—1992 годах работал доцентом Алма-Атинской высшей партийной школы. В 1992—1999 годах работал в Казахском сельскохозяйственном институте (ныне Казахский национальный аграрный исследовательский университет), занимал должности доцента, а с 1996 года — заведующего кафедрой социально-политических теорий.
В 1998 году под руководством Ж. К. Касымбаева защитил диссертацию «Военно-казачья колонизация Казахстана (конец XVI — начало XX в.): опыт историко-эволюционного анализа» и получил учёную степень доктора исторических наук.
В 1999—2002 годах работал в Евразийском национальном университете в Астане, занимал должности профессора и заведующего кафедрой международных отношений, политологии и социологии, а также директора Института международных отношений.
В 2002—2004 годах работал профессором кафедры истории Казахстана Алматинского государственного университета (ныне Казахский национальный педагогический университет) в Алматы. По совместительству работал в КазНУ, занимал должности профессора кафедры международных отношений и внешней политики Казахстана и профессора кафедры новой и новейшей истории Казахстана. В 2004—2011 годах работал профессором кафедры философии и права Казахстанско-Британского технического университета. В 2012—2020 годах работал профессором кафедры социально-гуманитарных дисциплин, журналистики и международных отношений Университета международного бизнеса.
С 2020 года работает главным научным сотрудником отдела истории Казахстана нового времени в Институте истории и этнологии имени Ч. Ч. Валиханова.

## Научная деятельность
Область научных интересов — история Казахстана нового времени (XVIII — начало XX века), российское завоевание Казахстана и Средней Азии и казачья колонизация Центральной Азии.
Автор 11 книг и свыше 100 статей. Принимает участие в подготовке 7-томника по истории Казахстана и Краткой истории Казахстана для зарубежной аудитории.
Под руководством Абдирова были защищены пять кандидатских диссертаций.

## Награды и признание
- Две медали СССР[1]
- Действительный член Казахской национальной академии образования[1]